# Ritratto d'uomo (Tiziano Vienna)
Il Ritratto d'uomo è un dipinto a olio su tela (88x75 cm) di Tiziano, databile al 1520 circa e conservato nel Kunsthistorisches Museum di Vienna.

## Storia
L'opera è citata già con attribuzione a Tiziano nel Theatrum Pictorium della galleria dell'arciduca Leopoldo Guglielmo d'Austria del 1660. Il Ridolfi, nel 1648, ricordò l'identità dell'uomo come il parmense Gian Giacomo Bartolotti, che fu medico ufficiale della flotta militare della Serenissima.
Cavalcaselle non riteneva il dipinto autografo di Tiziano, ma piuttosto di Domenico Campagnola, seguito dal Tietze  e dallo Hetzer. Altri fecero il nome di Giorgione (Cook e Justi), mentre fu Morelli a restituirlo a Tiziano, seguito poi dalla maggior parte della critica. La datazione si basa su raffronti stilistici, in base al raffronto con opere come il Ritratto di letterato di Hampton Court, rispetto al quale presenta un'impostazione compositiva molto simile.

## Descrizione e stile
Da uno sfondo scuro emerge un personaggio maschile a mezza figura, girato di tre quarti verso destra, con lo sguardo rivolto a un punto fisso, lontano. Indossa un'ampia casacca scura, sopra una giacca bruna e una camicia bianca. I capelli bianchi sono lunghi fino alle spalle e mossi. La mano sinistra regge una fascia del copriabito, mostrando due anelli che certificano l'alto status sociale dell'effigiato.
Particolarmente efficace è la resa estetica del soggetto e le componenti psicologiche che trasmette: dignità, nobiltà d'animo, risolutezza, intelligenza.